# Wales Air Ambulance
La Wales Air Ambulance Charity (WAAC) est un service caritatif d'ambulances aériennes qui fournit un service médical d'urgence par hélicoptère (HEMS) permettant de sauver des vies au Royaume-Uni et plus particulièrement au pays de Galles. Il n'est pas financé par le NHS - mais uniquement par des dons de charité du Royaume-Uni. Il soutient également le service de transfert d'urgence de l'Ambulance aérienne pour enfants au pays de Galles.

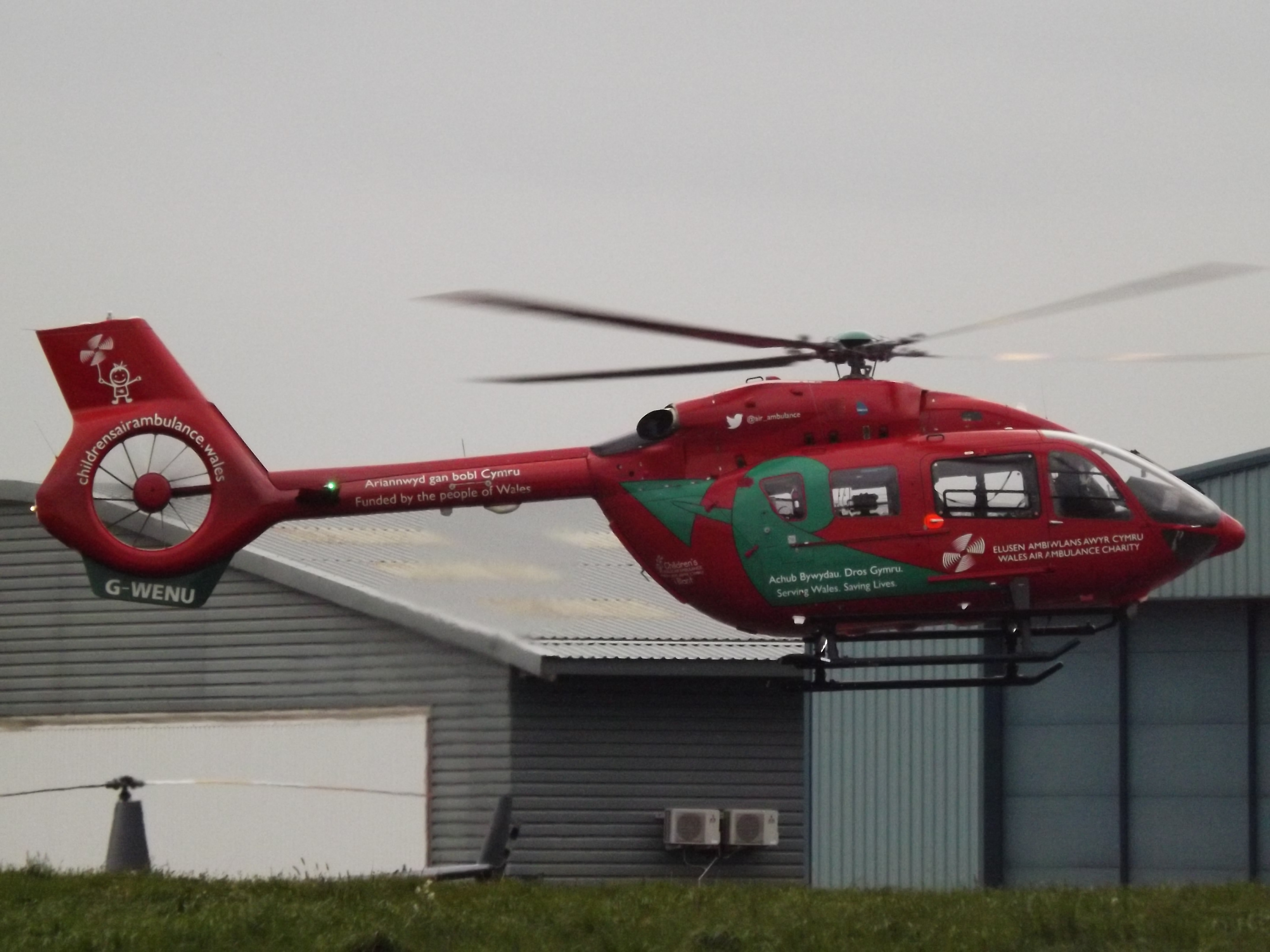
G-WENU, l'un des nouveaux aéronefs H145 de l'association

L'organisme de bienfaisance vise à sauver des vies, à réduire ou à prévenir l'invalidité ou les maladies graves et les traumatismes en fournissant un service médical d'urgence pré-hospitalier.

## Service

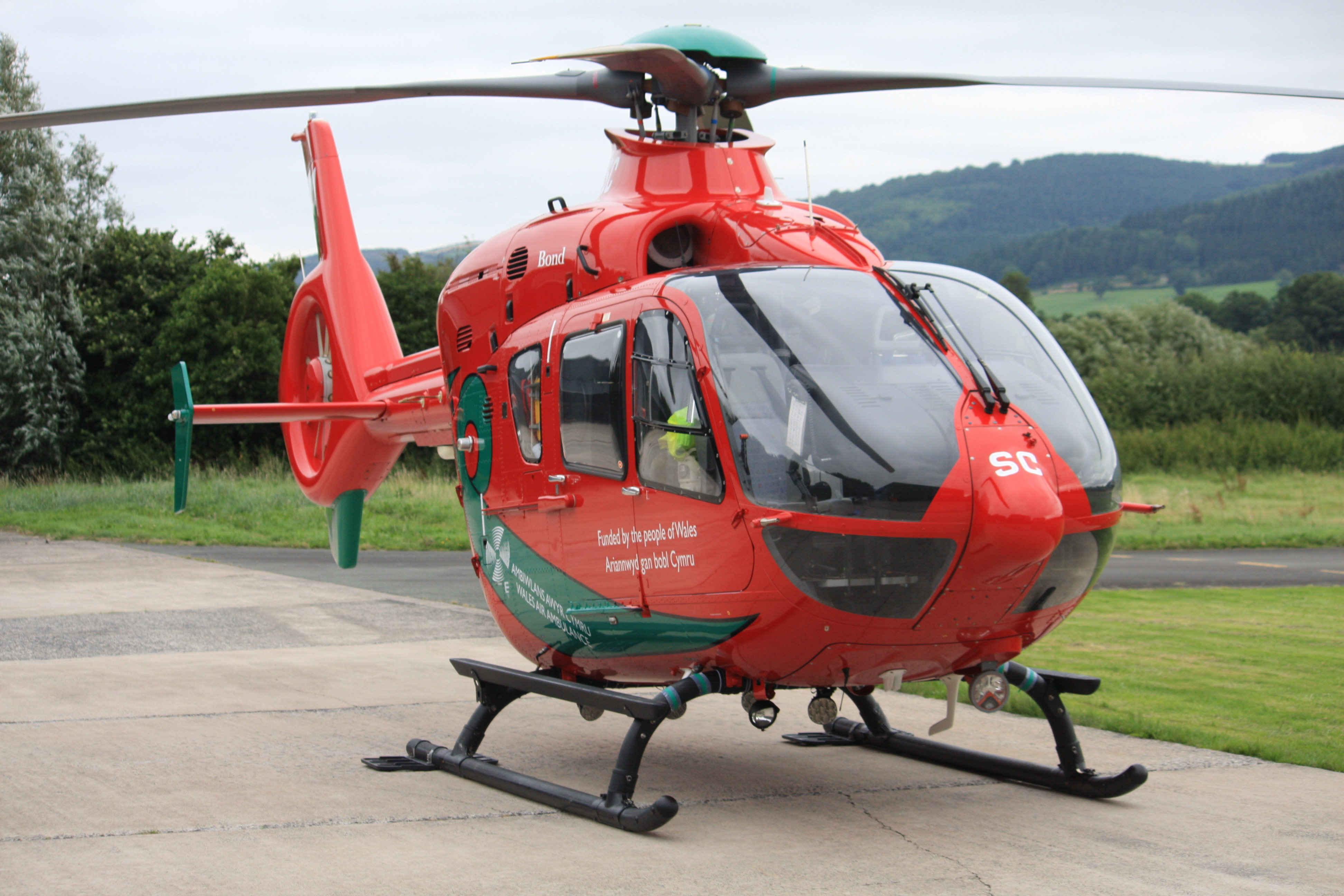
Le G-WASC, un EC135, avant l'introduction des H145, il est depuis utilisé en tant qu'ambulance aérienne pour les enfants au pays de Galles.

Le service compte quatre hélicoptères et des équipes médicales postés à Caernarfon, Welshpool, Llanelli et Cardiff. L’équipe HEMS est capable d’atteindre un patient gravement malade n'importe où au Pays de Galles dans les 20 minutes qui suivent un appel. Chaque équipage d'hélicoptère est composée d'un pilote et de deux personnels médicaux, généralement un médecin et un praticien des soins critiques, ou deux praticiens des soins critiques.
L'ambulance aérienne pour les enfants au pays de Galles, basée à Cardiff, emmène les enfants lors de transferts urgents vers des hôpitaux spécialisés en pédiatres et en néonatalogie au Royaume-Uni, notamment Alder Hey et Great Ormond Street.
Les praticiens en soins critiques (infirmiers et paramédicaux) et les médecins de l'organisme de bienfaisance sont détachés par EMRTS Cymru (en). Les pilotes sont fournis par Babcock, partenaire en aviation de l'organisme.
Le personnel spécialisé peut effectuer toute une gamme d'interventions de soins critiques que l'on ne trouvait auparavant que dans les hôpitaux, réduisant ainsi le temps nécessaire aux soins vitaux. Cela comprend l'administration d'un anesthésique général aux patients, la sédation pour les procédures douloureuses et la réalisation de procédures chirurgicales critiques. Toutes les plates-formes des appareils transportent une gamme d'équipements facilitant ce processus, notamment une surveillance, des ventilateurs portables de haut niveau et des équipements de transfert spécialisés. Plus récemment, le service a commencé à transporter des produits sanguins. Cela inclut les globules rouges destinés aux patients hémorragiques, ainsi que le plasma lyophilisé et le fibrinogène pour aider à la coagulation, les moniteurs et les médicaments pour aider à inverser les saignements chez les patients qui prennent des médicaments anticoagulants.

## Flotte
Trois des appareils de l'organisme sont des H145.
L'appareil H145 basé à Llanelli, G-WENU, porte l'indicatif Helimed 57, à Welshpool (G-WORL), Helimed 59, tandis que l'appareil basé à Caernarfon porte l'indicatif Helimed 61.
Il existe également un Eurocopter EC135 basé à Cardiff en tant qu’ambulance aérienne pour enfants. Cet appareil est doté de deux pilotes et d'un praticien spécialiste du transfert par hélicoptère. Le service travaille également avec des équipes locales spécialisées dans la recherche de données en néonatologie et en pédiatrie, qui se joignent à l’équipage le cas échéant. Cet appareil (G-WASC, indicatif Helimed 67) dispose d'un matériel spécialisé et peut être équipé de matériel spécialement conçu pour le transfert de jeunes enfants et de nouveau-nés, y compris un incubateur pour le transport.
Tous les hélicoptères appartiennent à Babcock Mission Critical Services Onshore, qui fournit également les pilotes, les mécaniciens de la base et l’entretien des avions.
Les trois aéronefs H145 sont tous équipés pour les opérations avec lunettes de vision nocturne (NVG) et disposent d’un éclairage supplémentaire pour les opérations dans l’obscurité. À l’heure actuelle, les aéronefs évoluent (en fonction de la météo) de 8h00 à 20h00, 7 jours sur 7.
En plus des quatre aéronefs, l’organisme de bienfaisance utilise cinq véhicules d’intervention rapide, répartis sur quatre bases. Il s’agit d'Audi Q7 adaptée avec des systèmes d’alerte sonore et visuelle complets, dotés du même équipement standard que l’aéronef, et qui sont utilisés si l’aéronef est indisponible (par exemple, en raison des conditions météorologiques) ou comme ressource supplémentaire.